# 20 Golden Greats (альбом Дайаны Росс)
20 Golden Greats — сборник лучших хитов американской певицы Дайаны Росс, выпущенный в 1979 году в Европе и Океании. Альбом прекрасно показал себя на международном рынке, в Великобритании, например, он смог добраться до 2 места в альбомном чарте, там же он имеет платиновую сертификацию.

## Список композиций
| №   | Название                                                    | Автор(ы)                       | Из альбома                      | Длительность |
| --- | ----------------------------------------------------------- | ------------------------------ | ------------------------------- | ------------ |
| 1.  | «Theme from Mahogany (Do You Know Where You’re Going To)»   | Майкл Массер, Джерри Гоффин    | Mahogany (1975)                 | 3:21         |
| 2.  | «Touch Me in the Morning»                                   | Майкл Массер, Рон Миллер       | Touch Me in the Morning (1973)  | 3:59         |
| 3.  | «Stop, Look, Listen (To Your Heart)» (дуэт с Марвином Гэем) | Том Белл, Линда Крид           | Diana & Marvin (1973)           | 2:51         |
| 4.  | «No One Gets The Prize»                                     | Николас Эшфорд, Валери Симпсон | The Boss (1979)                 | 3:49         |
| 5.  | «Ain’t No Mountain High Enough#Версия Дайаны Росс»          | Николас Эшфорд, Валери Симпсон | Diana Ross (1970)               | 3:33         |
| 6.  | «Love Hangover»                                             | Мэрилин Маклеод, Пэм Сойер     | Diana Ross (1976)               | 3:44         |
| 7.  | «All Of My Life»                                            | Майкл Рэндалл                  | Touch Me in the Morning (1973)  | 3:21         |
| 8.  | «I’m Still Waiting»                                         | Дек Ричардс                    | Everything Is Everything (1970) | 3:32         |
| 9.  | «Lovin’, Livin’ And Givin’»                                 | Кенни Стоувер, Пэм Дэвис       | Thank God It’s Friday (1978)    | 3:48         |
| 10. | «The Boss»                                                  | Николас Эшфорд, Валери Симпсон | The Boss (1979)                 | 3:41         |

| №   | Название                                                     | Автор(ы)                            | Из альбома                      | Длительность |
| --- | ------------------------------------------------------------ | ----------------------------------- | ------------------------------- | ------------ |
| 1.  | «You Are Everything» (дуэт с Марвином Гэем)                  | Том Белл, Линда Крид                | Diana & Marvin (1973)           | 2:50         |
| 2.  | «Sorry Doesn’t Always Make It Right»                         | Майкл Массер                        | Ross (1978)                     | 3:30         |
| 3.  | «Last Time I Saw Him»                                        | Майкл Массер, Пэм Сойер             | Last Time I Saw Him (1973)      | 2:48         |
| 4.  | «Love Me»                                                    | Том Бэйрд, Дино Фикэрис, Ник Зессес | Last Time I Saw Him (1973)      | 2:55         |
| 5.  | «Remember Me»                                                | Николас Эшфорд, Валери Симпсон      | Surrender (1971)                | 3:29         |
| 6.  | «Surrender»                                                  | Николас Эшфорд, Валери Симпсон      | Surrender (1971                 | 2:50         |
| 7.  | «Reach Out and Touch (Somebody’s Hand)»                      | Николас Эшфорд, Валери Симпсон      | Diana Ross (1970)               | 3:04         |
| 8.  | «Gettin’ Ready for Love»                                     | Том Сноу, Фрэнни Голд               | Baby It’s Me (1977)             | 2:50         |
| 9.  | «Doobedood’ndoobe, Doobedood’ndoobe, Doobedood’ndoo»         | Дик Ричардс                         | Everything Is Everything (1970) | 4:10         |
| 10. | «I Thought It Took a Little Time (But Today I Fell in Love)» | Майкл Массер, Пэм Сойер             | Diana Ross (1976)               | 3:23         |

## Позиции в хит-парадах
| Чарт (1979)                      | Высшая позиция |
| -------------------------------- | -------------- |
| Новая Зеландия (RMNZ)            | 6              |
| Великобритания (UK Albums Chart) | 2              |

| Год  | Чарт                         | Позиция |
| ---- | ---------------------------- | ------- |
| 1980 | Великобритания (Gallup Poll) | 66      |

## Сертификации и продажи
| Регион                                                      | Сертификация | Продажи  |
| ----------------------------------------------------------- | ------------ | -------- |
| Великобритания (BPI)                                        | Платиновый   | 300 000^ |
| ^ Данные о тиражах приведены только на основе сертификации. |              |          |